# Fabio Di Michele Sánchez
Fabio Di Michele Sánchez (* 14. März 2003 in Hannover) ist ein deutsch-italienischer Fußballspieler, der auch die spanische Staatsbürgerschaft besitzt.

## Karriere
Nach seinen Anfängen in der Jugend des TSV Godshorn wechselte er im Sommer 2016 in die Jugendabteilung des VfL Wolfsburg. Für seinen Verein bestritt er 19 Spiele in der B-Junioren-Bundesliga, 14 Spiele in der A-Junioren-Bundesliga und drei Spiele in der Saison 2021/22 in der UEFA Youth League. Im Oktober 2020 kam er auch zu seinem ersten Einsatz im Seniorenbereich für die zweite Mannschaft in der Regionalliga Nord. Da die zweite Mannschaft nach der Saison 2020/21 aufgelöst wurde und er keine Aussicht auf Einsätze in der ersten Mannschaft hatte, wurde er im Sommer 2022 für eine Spielzeit in die Niederlande zum NAC Breda in die 2. niederländische Liga verliehen. Dort kam er in 13 Ligaspielen und in vier Aufstiegs-Play-off-Spielen zum Einsatz.
Im Sommer 2023 wechselte er zum Drittligisten 1. FC Saarbrücken.  Ein Jahr später wechselte er zum Zweitligisten Eintracht Braunschweig und unterschrieb dort einen Vertrag bis 2026.